# 大來國際
大來國際信用卡公司（英語：Diners Club International），于1950年由法蘭克·麥克納馬拉（Frank X. McNamara）, Ralph Schneider和Casey R. Taylor創立，主要提供簽賬卡及信用卡服務。英文原名意為「食客俱樂部」。2008年4月，發現金融宣布發現卡將花1.65億美元向花旗银行收購大來。交易于2008年7月1日完成。此次收购使得美国发现卡可以在全球的大來国际网络使用。
2011年起，发现卡开始在自己发行的信用卡上增加大來国际的徽标，然而并没有发行大來国际卡。

## 歷史

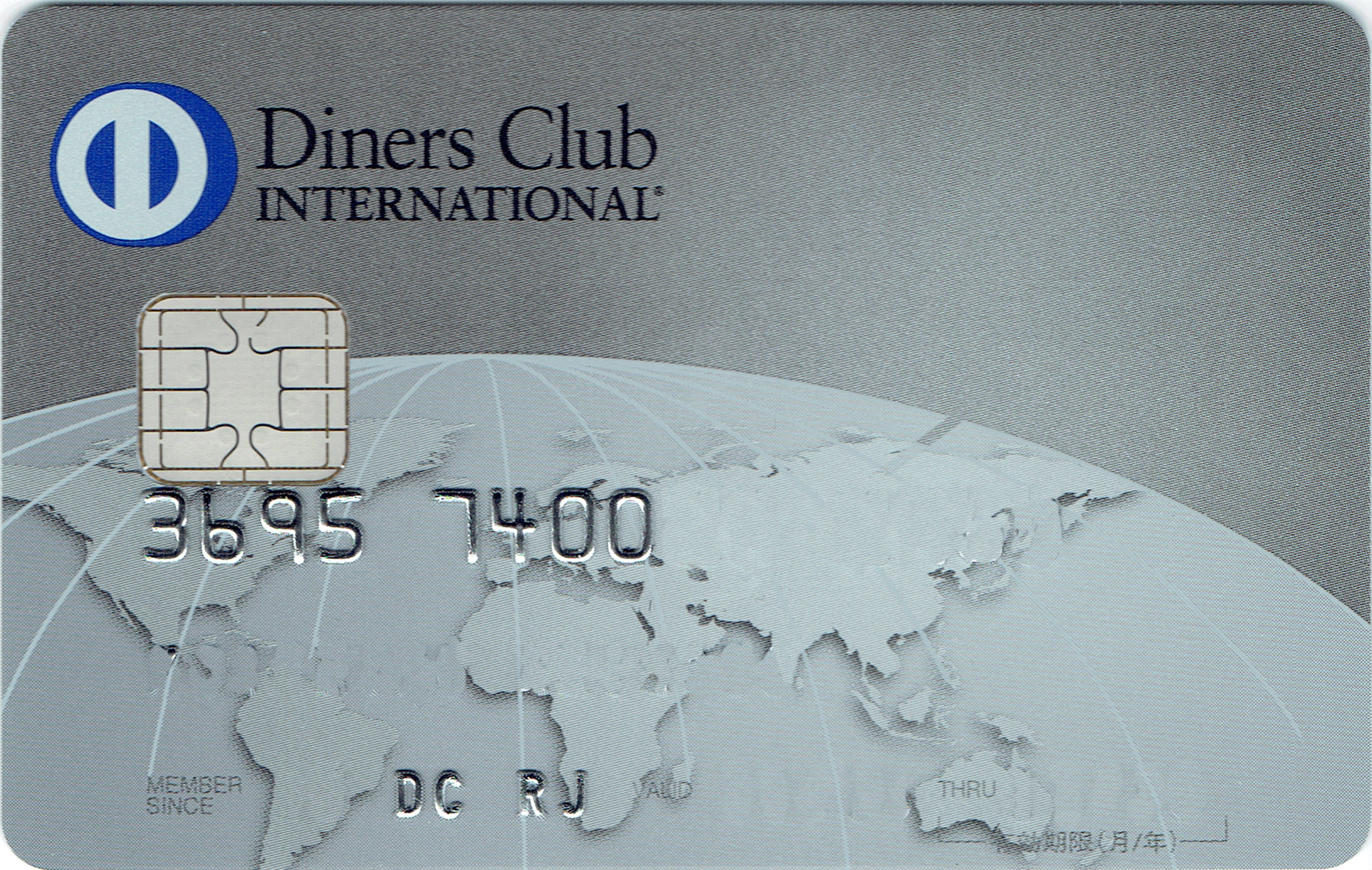
2016年在日本发行的大来卡标准卡

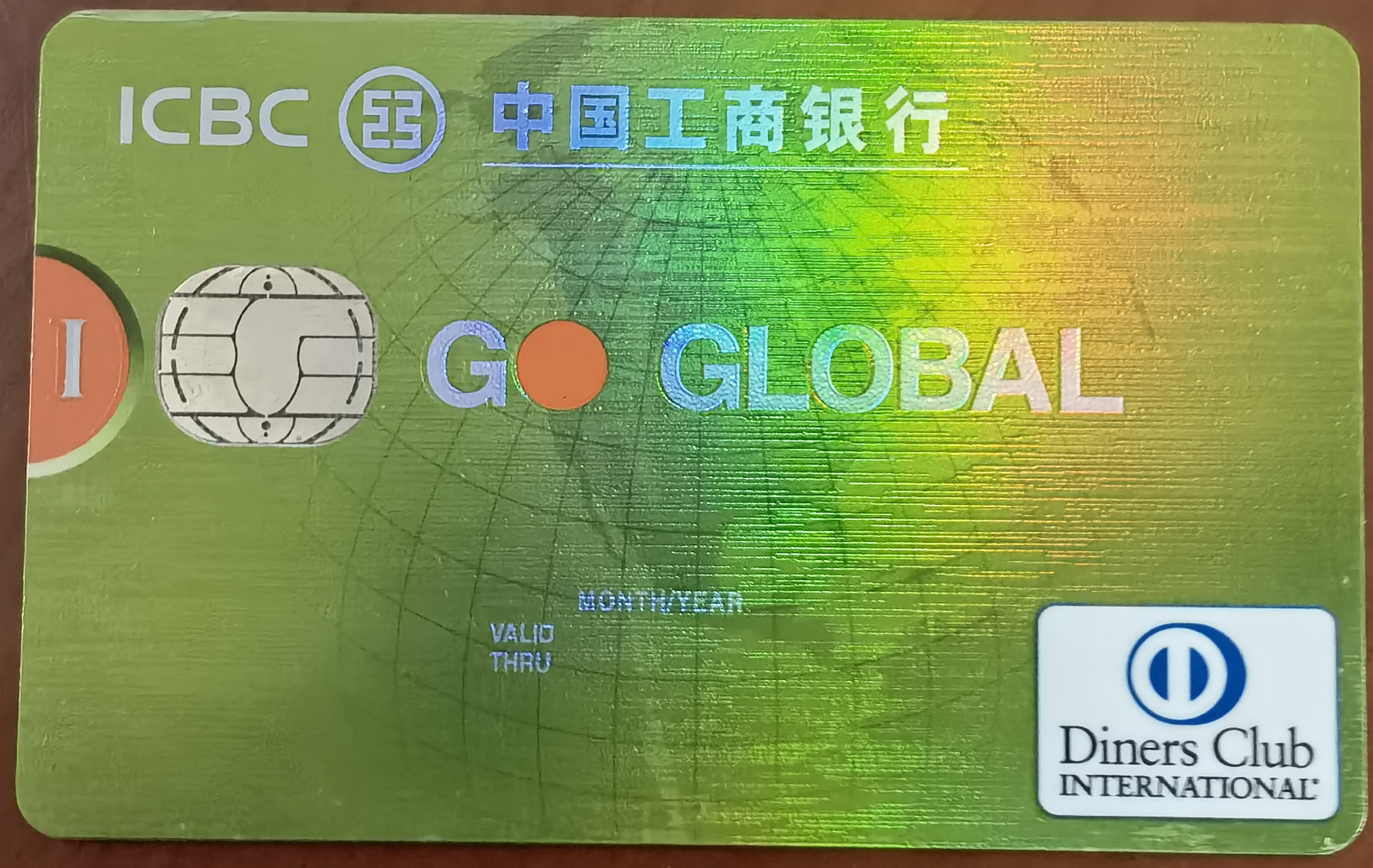
中国工商银行的牡丹大来卡，工行是大来卡在中国大陆唯一发行机构

紐約市曼哈頓金融大亨法蘭克·麥克納馬拉（Frank McNamara）一次因手上現金不足付餐費，於是託其妻送錢「贖人」，麥克納馬拉一怒創建了大來俱樂部，與紐約市27家餐廳簽訂合作契約，發行了大來卡，憑本卡就可以賒帳，這就是最早的簽賬卡「大來信用証」。
1950年，麥克納馬拉的200來位同事獲得了第一批大來卡。他們主要是銷售人員，時常需要和客戶吃飯。由於大來俱樂部和許多餐廳簽約，知名度大增，會員數量迅速增加，更多的餐廳也和大來俱樂部簽約。1950年代末期，大來俱樂部有2萬客戶，并于超過1千家餐廳簽約。
1952年，麥克納馬拉把自己的股份賣給了喬·威廉士（Joe Williams）。
1981年，大來國際被花旗銀行收購。2008年，花旗銀行將大來國際售予Discover Financial。

## 北美专营权

### 与万事达卡结盟
2004年，大來卡和万事达卡达成协议，使得在美国和加拿大发行的大來信用卡使用16位万事达卡号，并在正面印有万事达标志。该结盟使得北美地区发行的大來卡可在全球任何接受万事达卡的商户使用。

### 被满地可银行收购
2009年11月，花旗银行宣布将大來卡的北美专营权转让给滿地可銀行。从此满地可银行拥有大來卡在美国和加拿大的独家发行权。

## 外部連結
- Diners Club Credit Cards （页面存档备份，存于）
- 大來國際的Facebook專頁
- 大來國際的X（前Twitter）
- 大來國際的Instagram帳戶
- YouTube上的大來國際頻道